# Schweiger Gyula
Schweiger Gyula (Węgorzewo [Angerburg], 1846. – Budapest, 1930. április 1.) magyar építész.

## Élete
Poroszországi evangélikus családban született. A 19. század végén működött. Számos budapesti bérházat tervezett.
Házastársa Fissinger Hermin volt, akit 1871. augusztus 22-én Pesten vett feleségül.

## Ismert épületei
- 1881 k.: Brenner Kávéház, Budapest, Petőfi tér 6.[3]
- 1883: lakóház, Budapest, Lendvay u. 18.[3]
- 1886–1887: Lyka-ház, Budapest, Teréz körút 9.[3]
- 1888: lakóház, Budapest, Szondi u. 37/b.[3]
- 1889: Schweiger-villa, Budapest, Stefánia út 32. / Thököly út 78. – az épületet lebontották[3]
- 1890–1891: Brunner Ferenc lakó- és bérháza, Budapest, Falk Miksa u. 9.[3]
- 1890: lakóház, Budapest, Szentkirályi u. 38/a. / Mikszáth Kálmán tér 2.[3]
- 1892: lakóház, Budapest, Jókai u. 22.[3]
- 1893: Schweiger-villa, Budapest, Thököly út 90.[4]
- 1893–1894: Diodati-bérház, Budapest, Dohány utca 48. / Klauzál u. 5.[5]
- 1892–1894: Luther-udvar, Budapest, Rákóczi út 57.[3] (a belső templomot nem ő tervezte, hanem Diescher József 1856−1863 között)[6]
- 1896–1897: lakóház, Budapest,  Thököly út 9. / Murányi u. 7.[3]
- 1896: lakóház, Budapest, Thököly út 19. (kérdéses szerzőségű épület)[3]
- 1896: lakóház, Budapest, Nefelejcs u. 39. (kérdéses szerzőségű épület)[3]
- 1896: Dr. Gebhardt Lajos bérháza, Budapest, Kossuth Lajos u. 8.[3]
- 1897: Toldi Ármin bérháza, Budapest, Podmaniczky u. 77.[3]
- 1898: Scheibel Károly bérháza, Budapest, Mester u. 21.[3]
- 1898: Folies Caprice Orfeum és bérház, Budapest, Révay u. 18.[3]
- 1899–1900: Takáts-ház, Budapest, Váci u. 39. / Duna u. 3.[3] – az épület kupolái elpusztultak[7]
- 1910-1911: lakóház, Budapest, Aradi u. 22.[3][8]
- 1911-1912: Hein János bérháza, Budapest, Colombus u. 18.[3]
- 1912: Népotthon Mozgó, Budapest, Kálvária tér 6.[3]
- 1922–1925: Tornyay-kastély, Selyp (ma: Lőrinci) – Hein Jánossal közös alkotás[3]

## Képtár

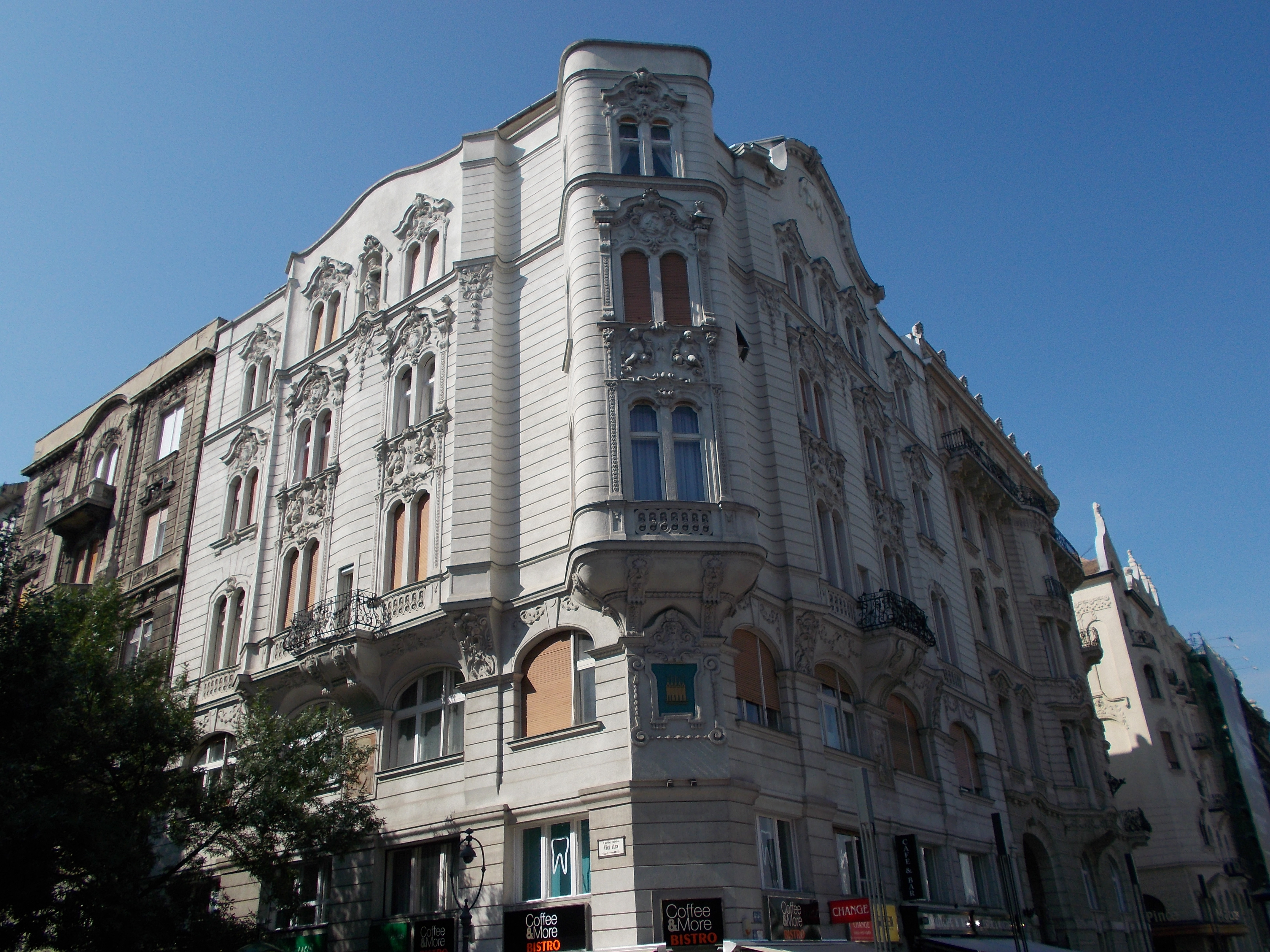
Takáts-ház
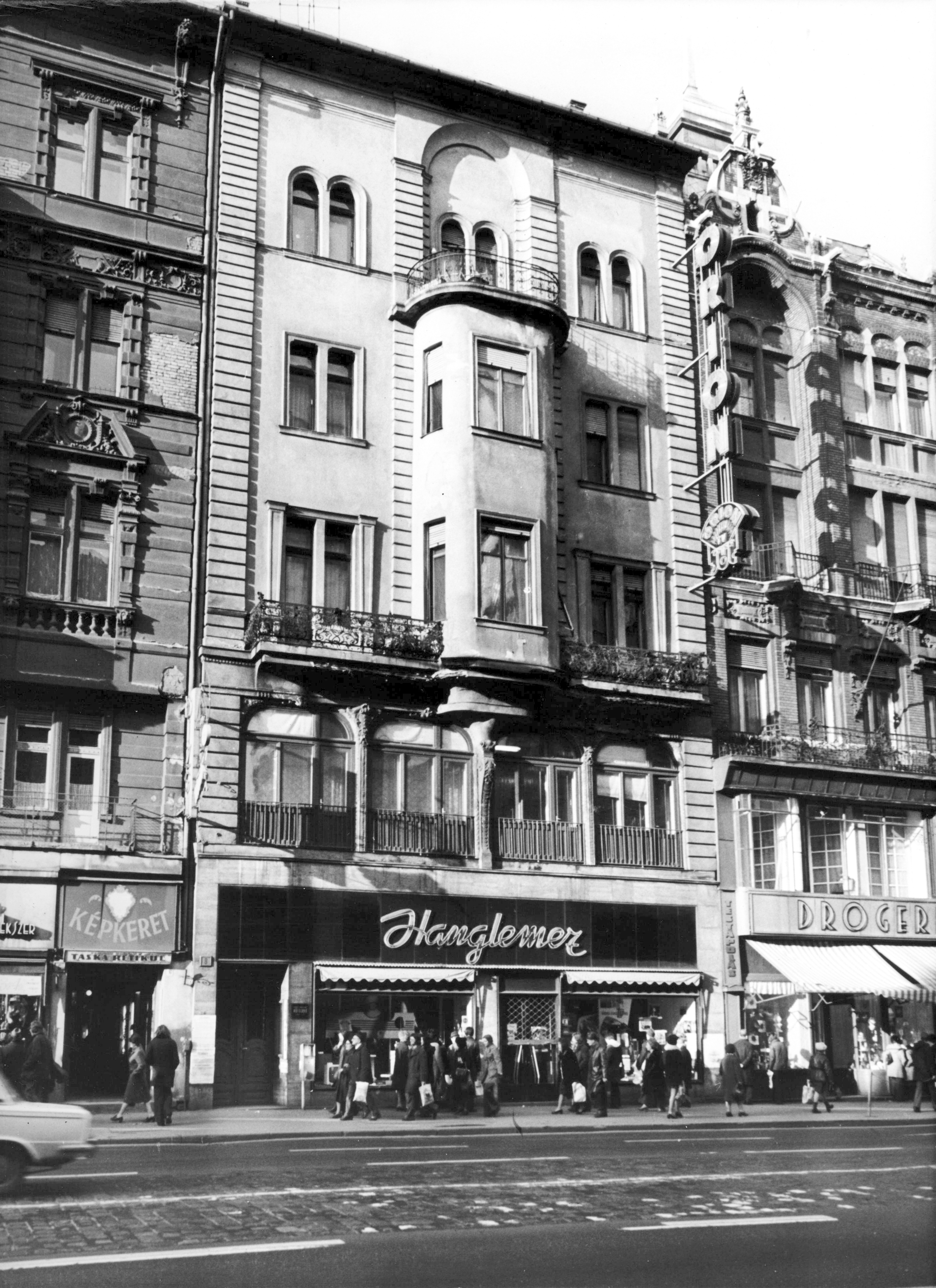
Gebhardt-bérház
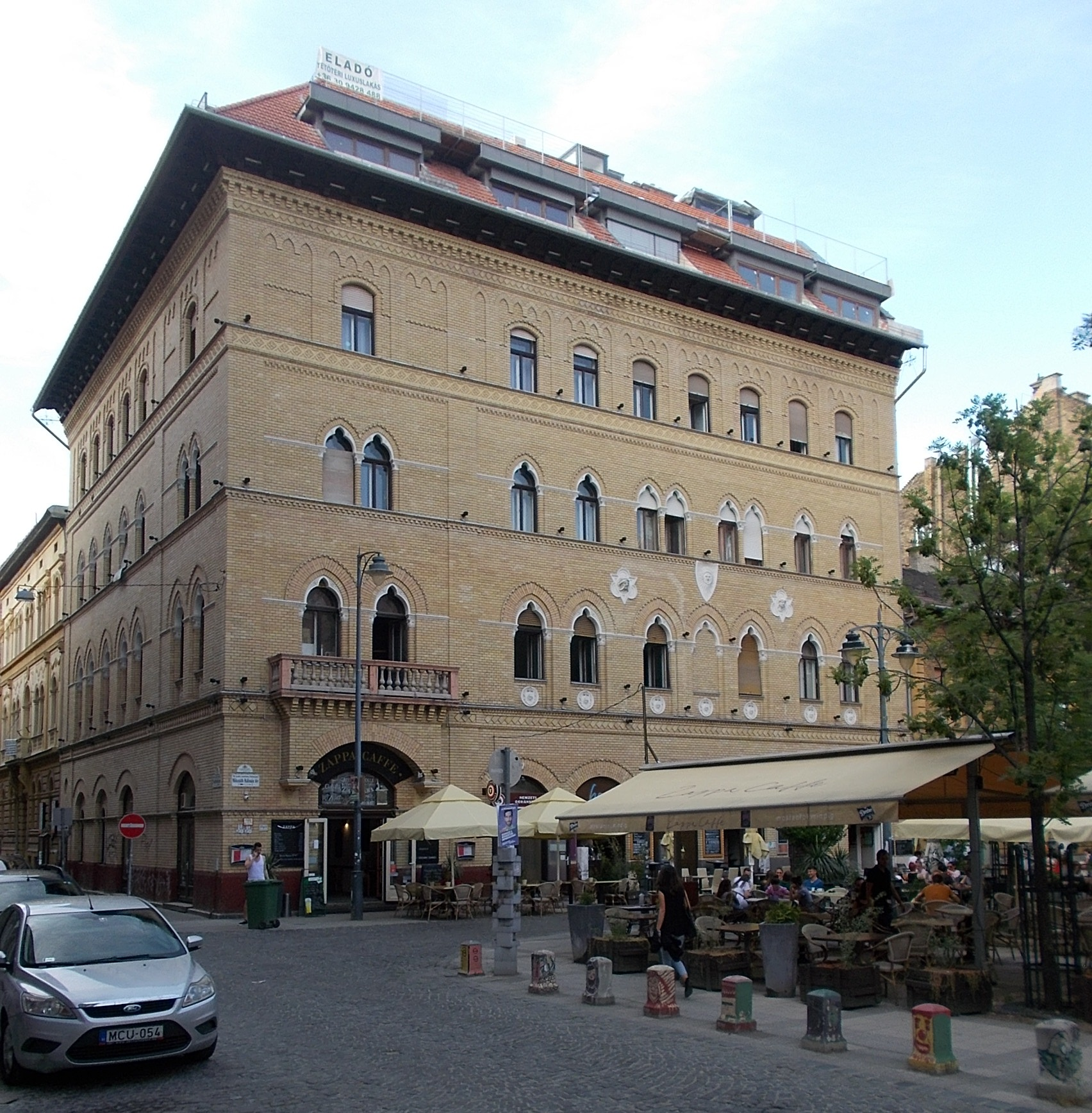
Mikszáth Kálmán tér 2.
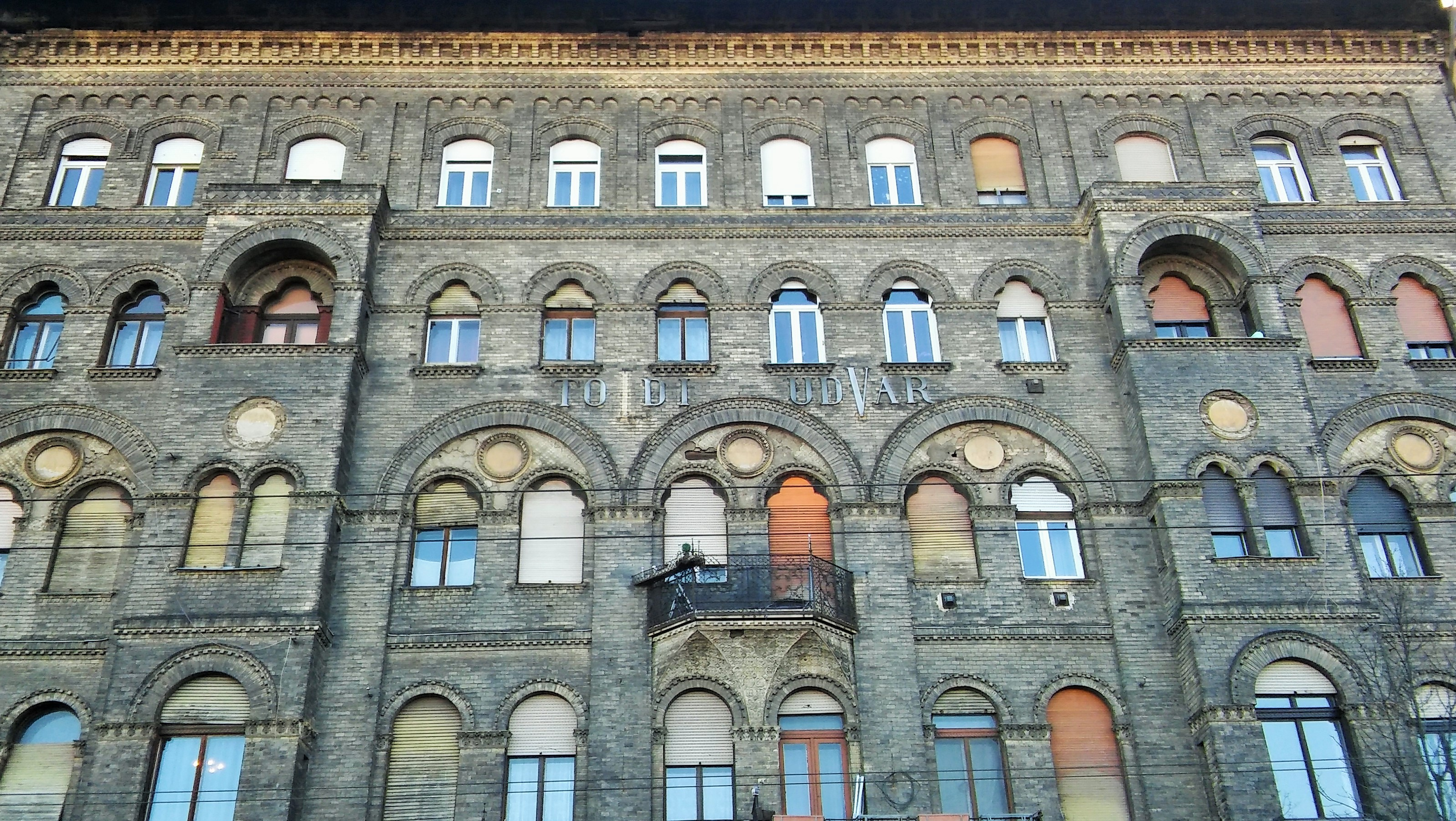
Toldi-udvar
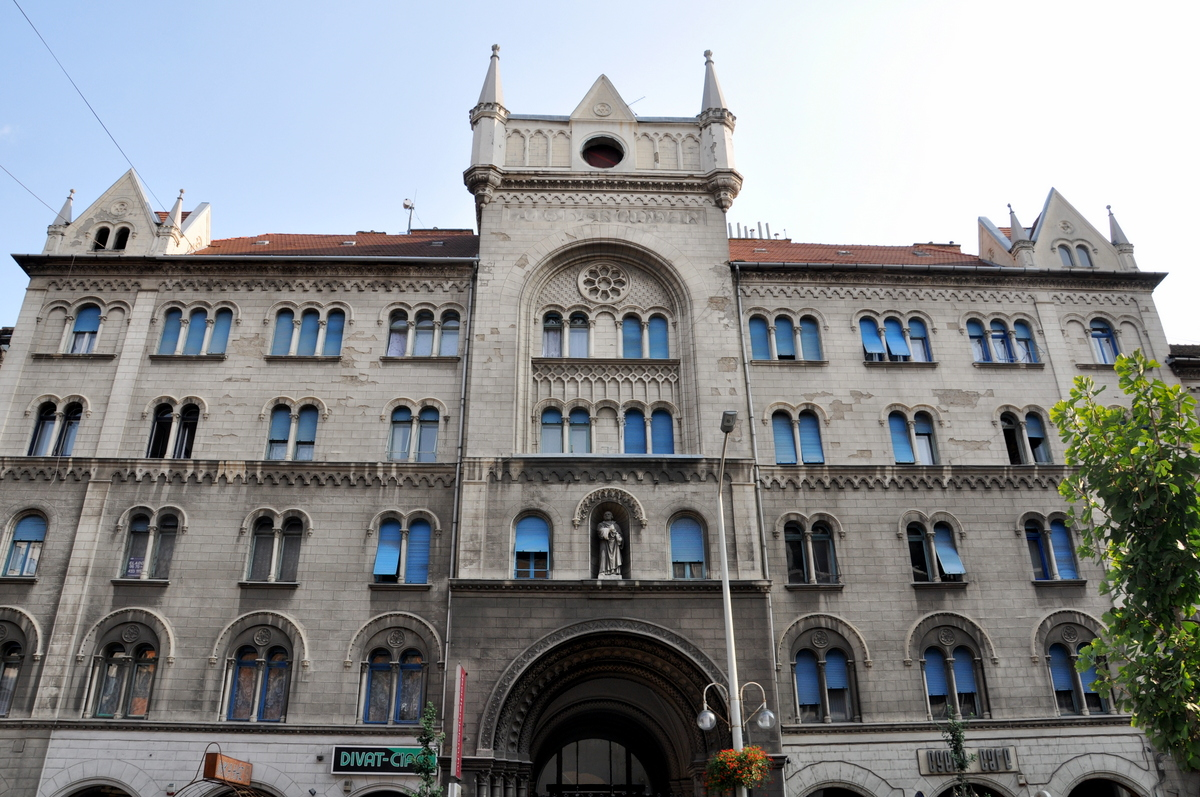
Luther-udvar
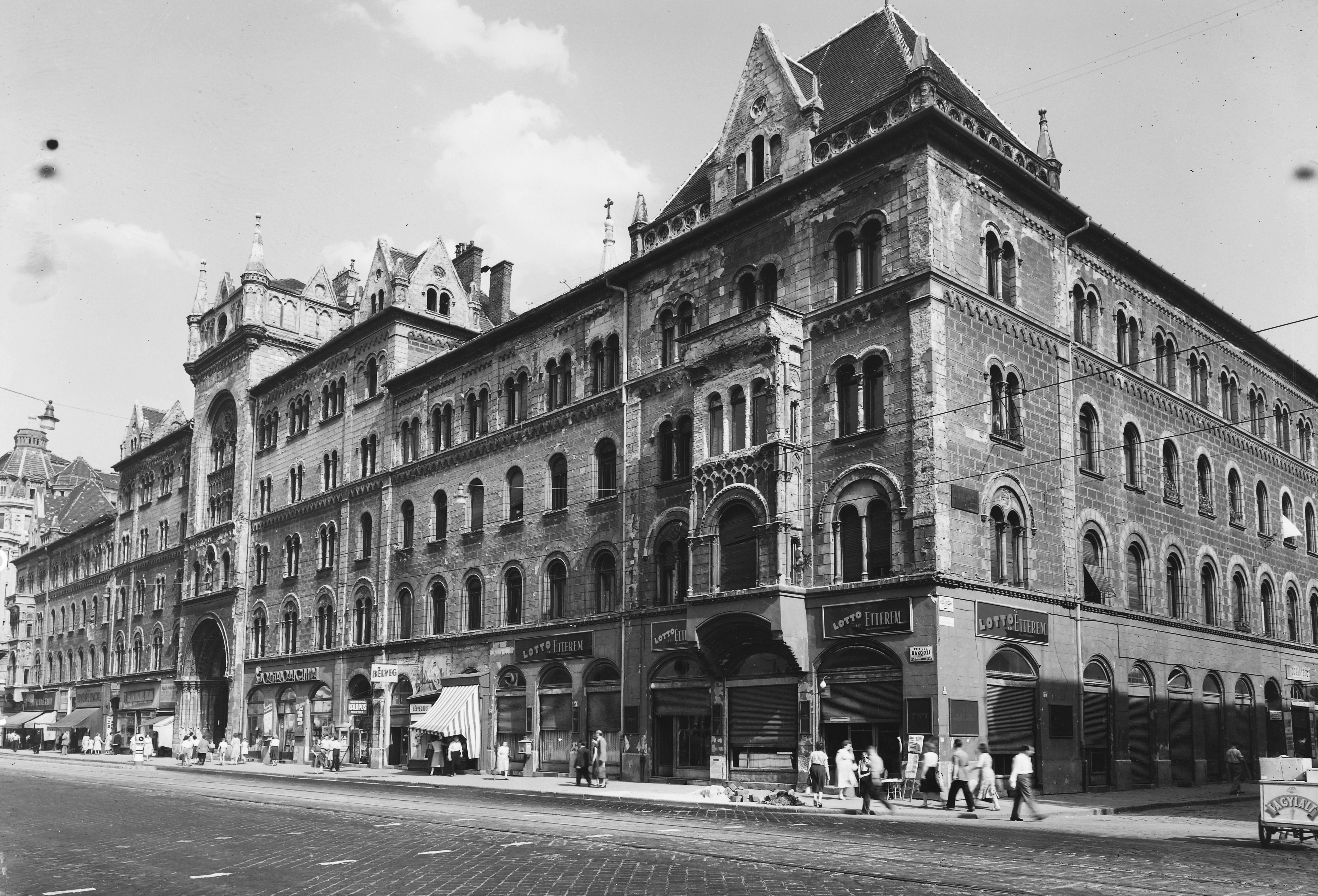
Luther-udvar (archív felvétel)
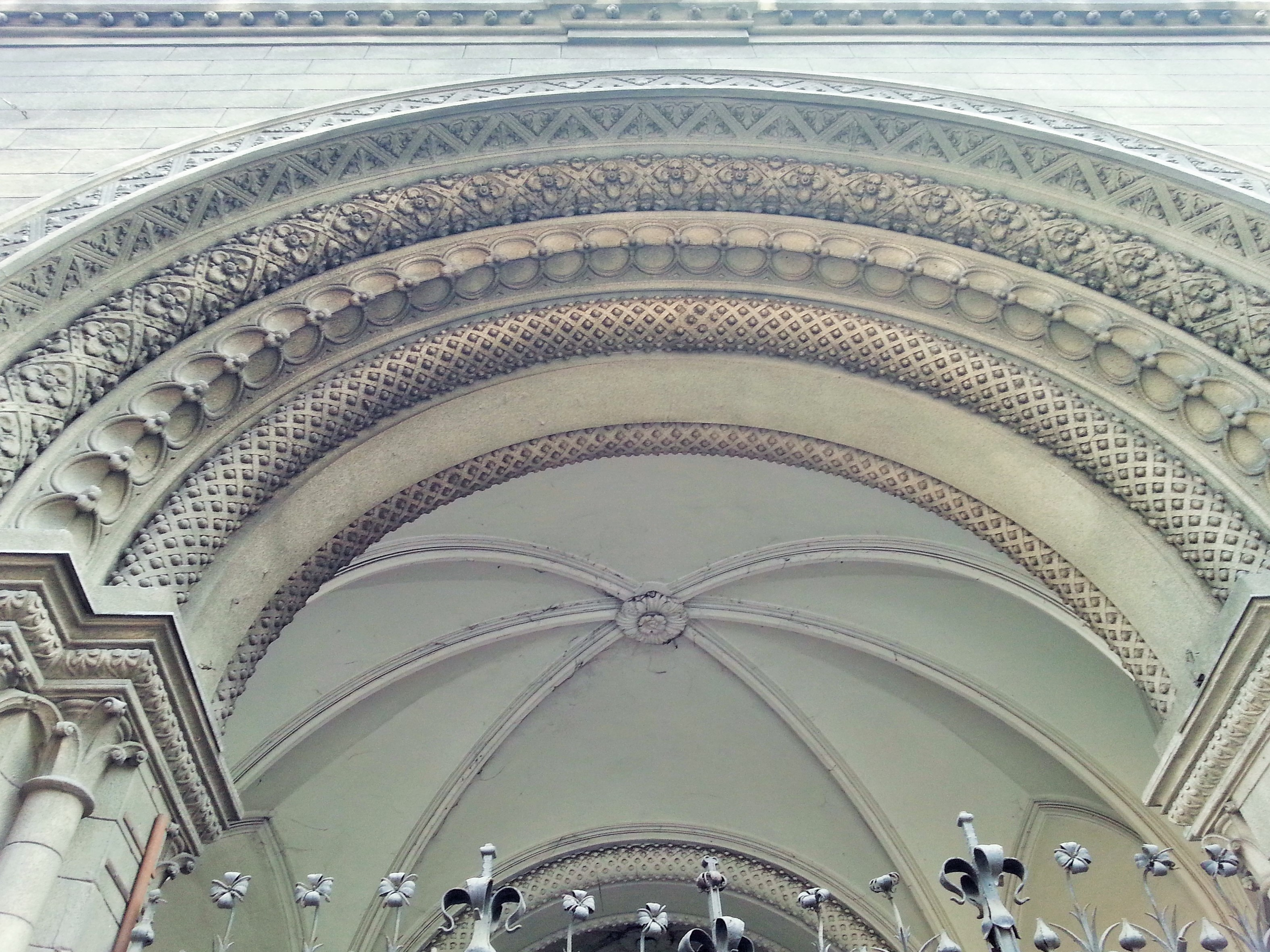
Luther-udvar (részlet)
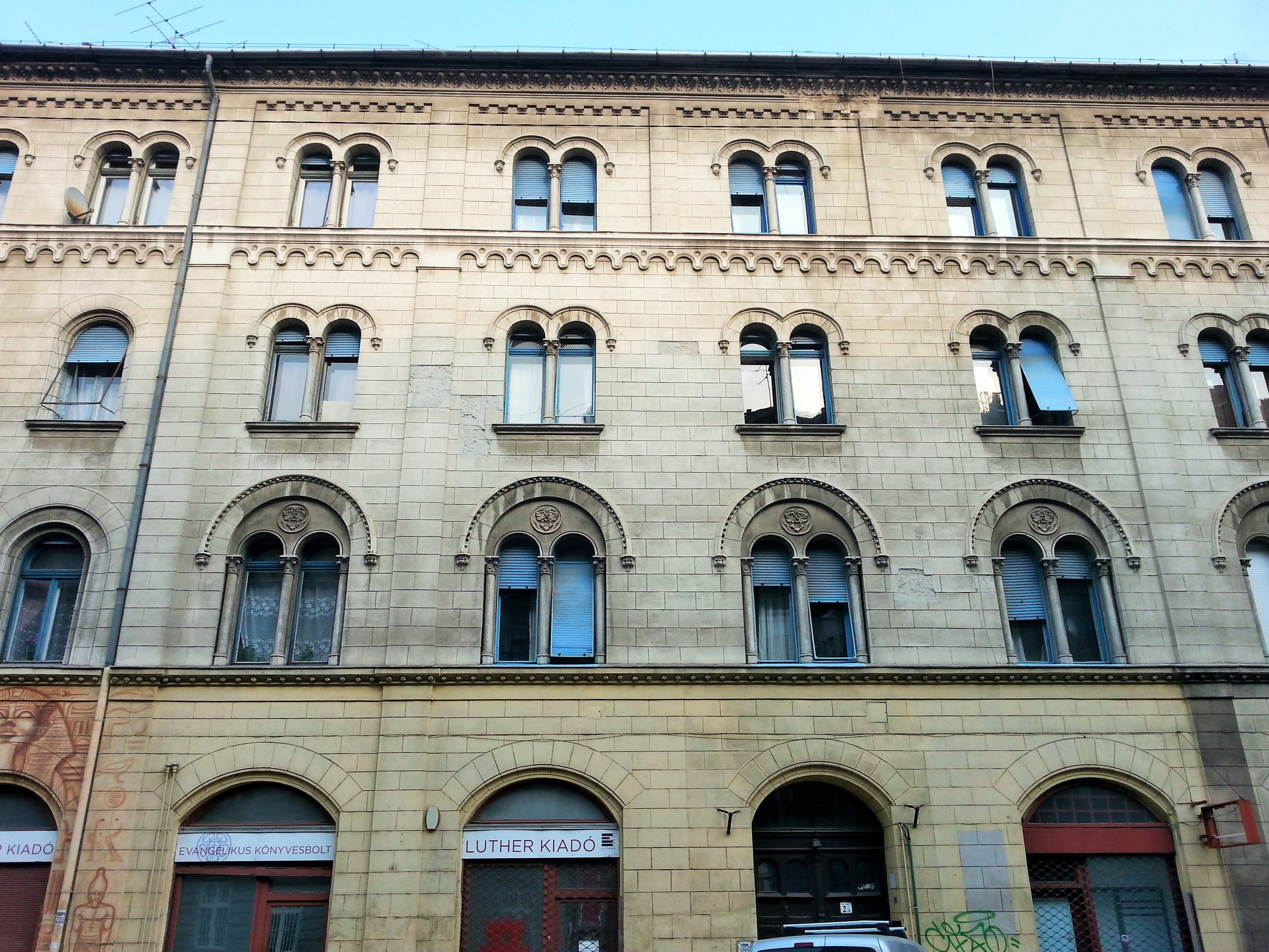
Luther-udvar (részlet)
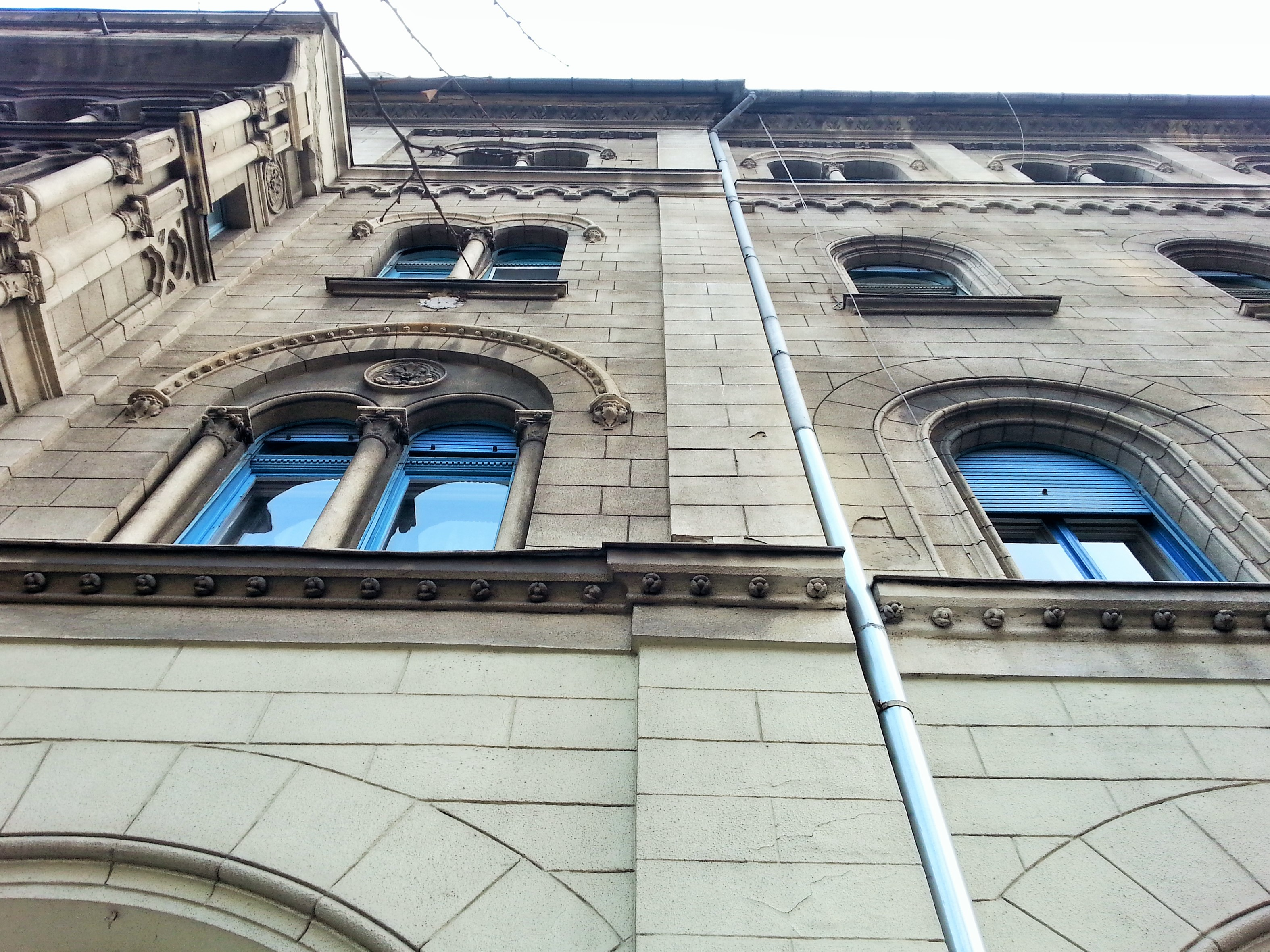
Luther-udvar (részlet)
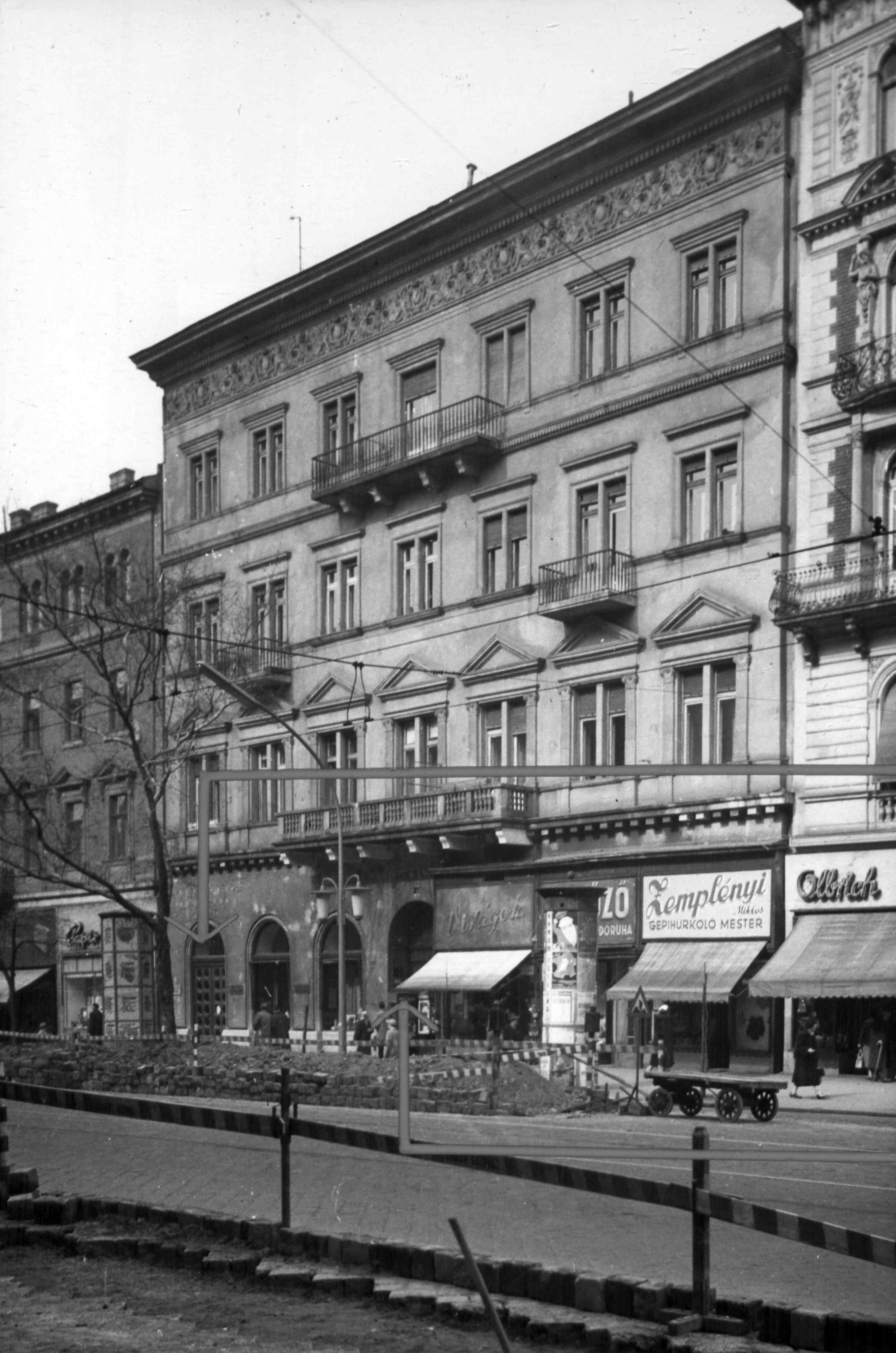
Lyka-ház
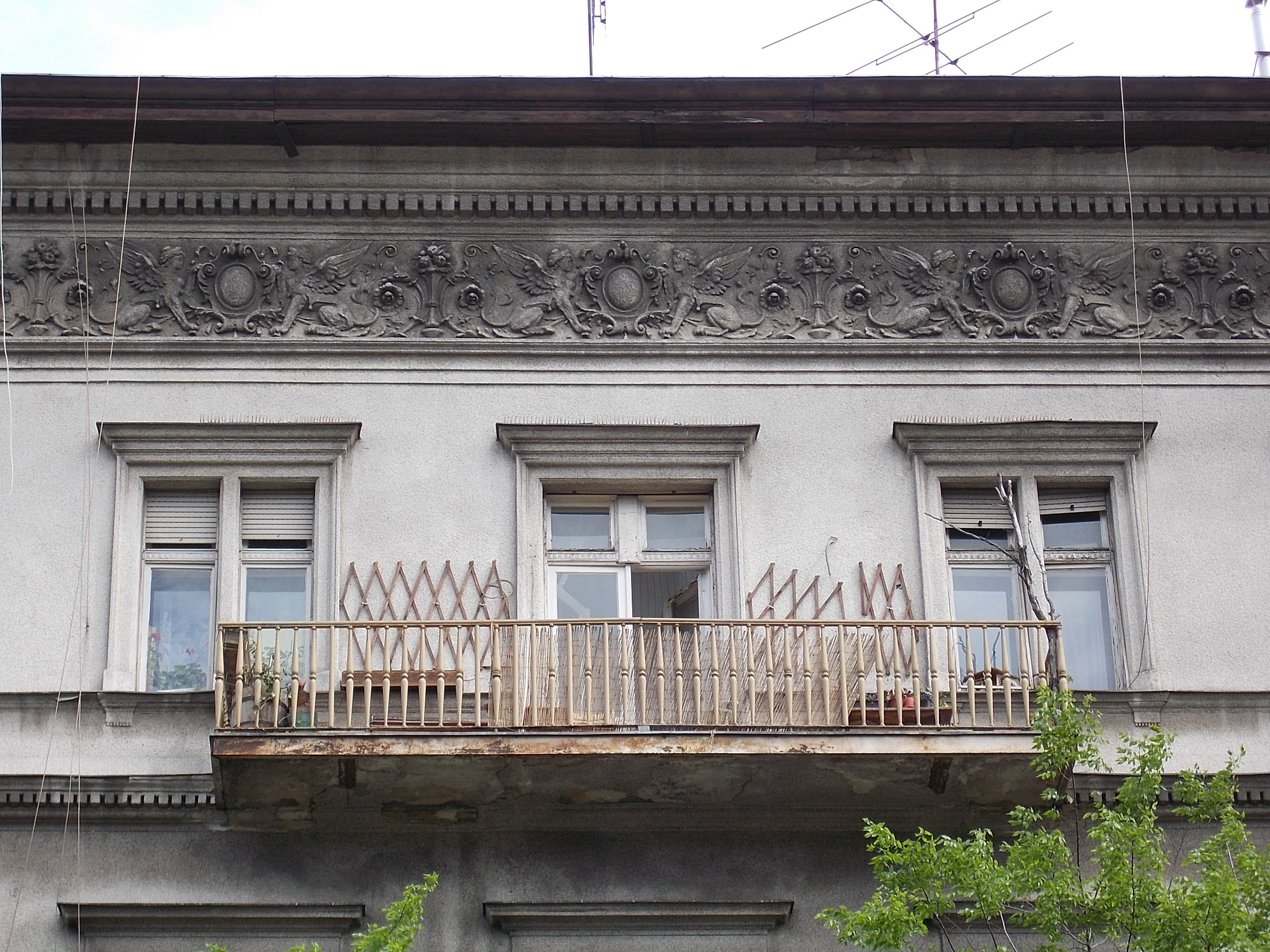
Lyka-ház (részlet)
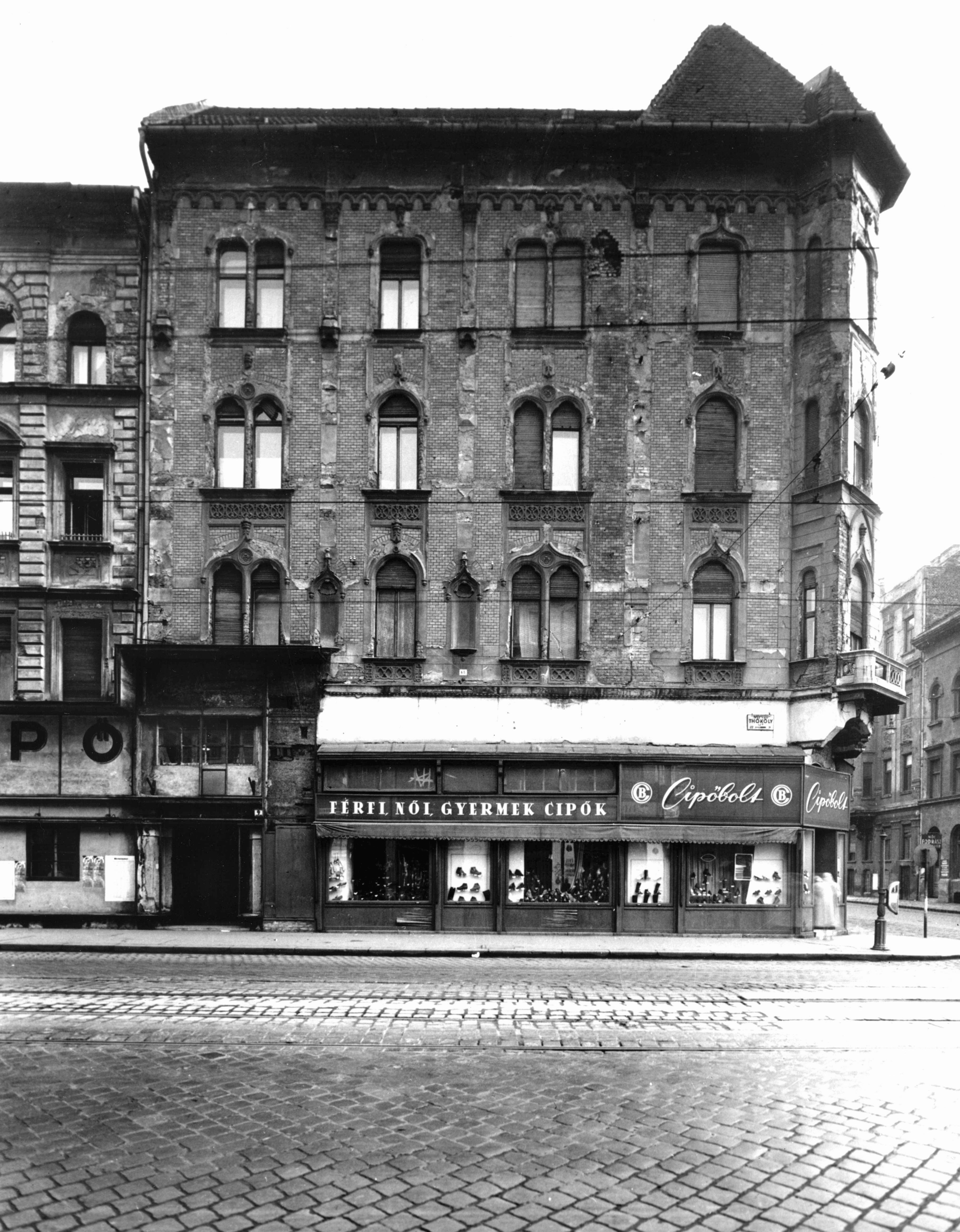
Thököly út 9.
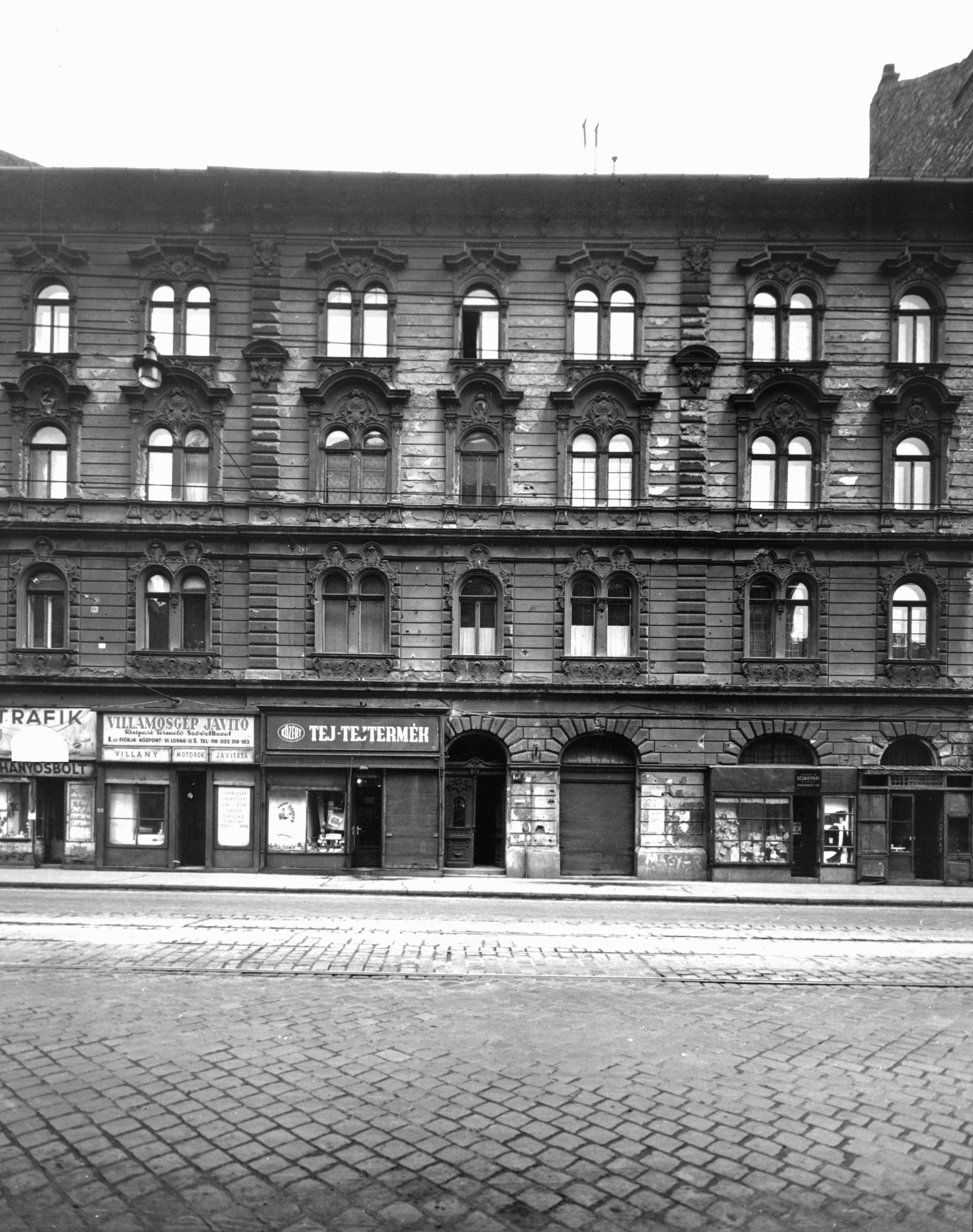
Thököly út 19.
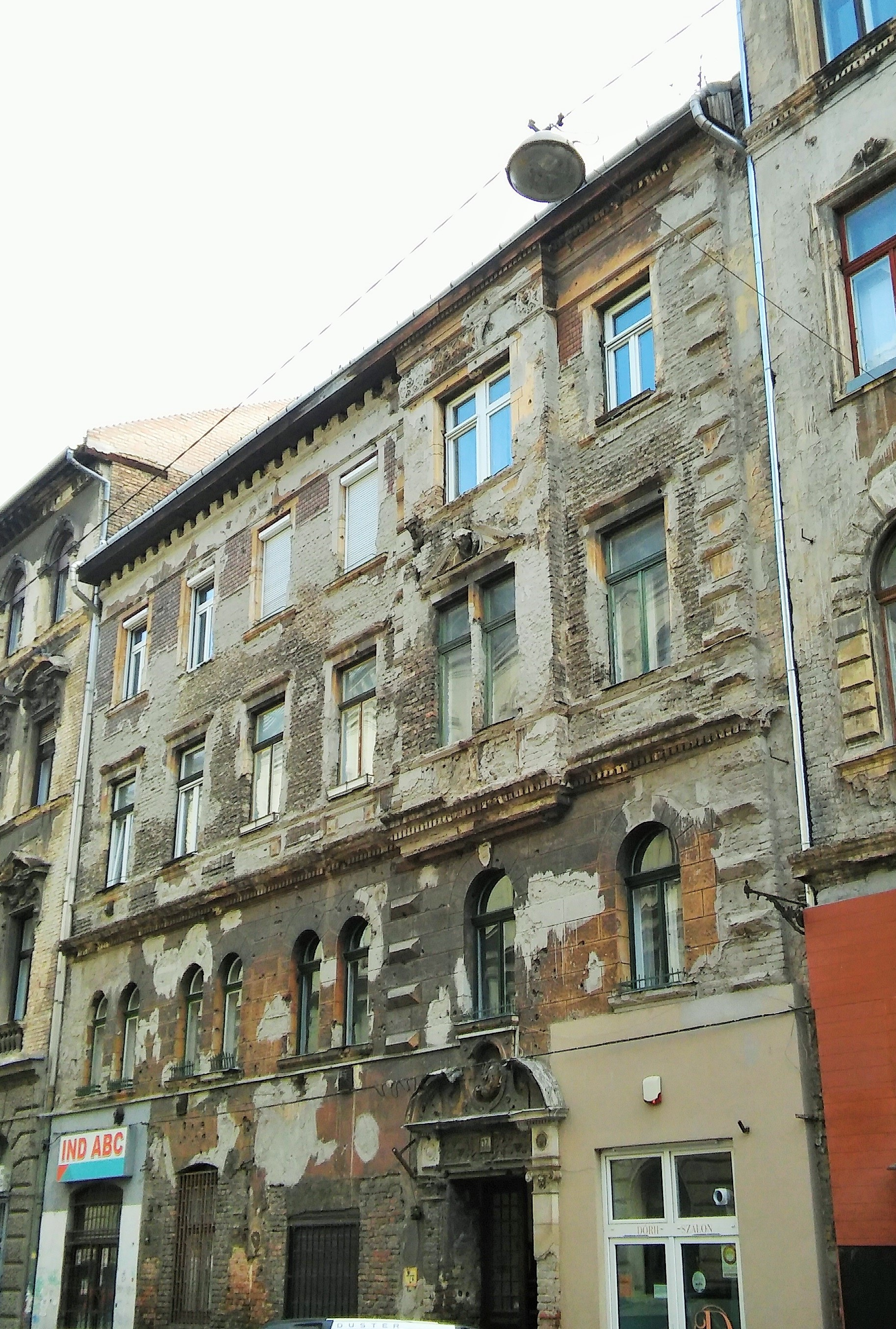
Szondi u. 37/b
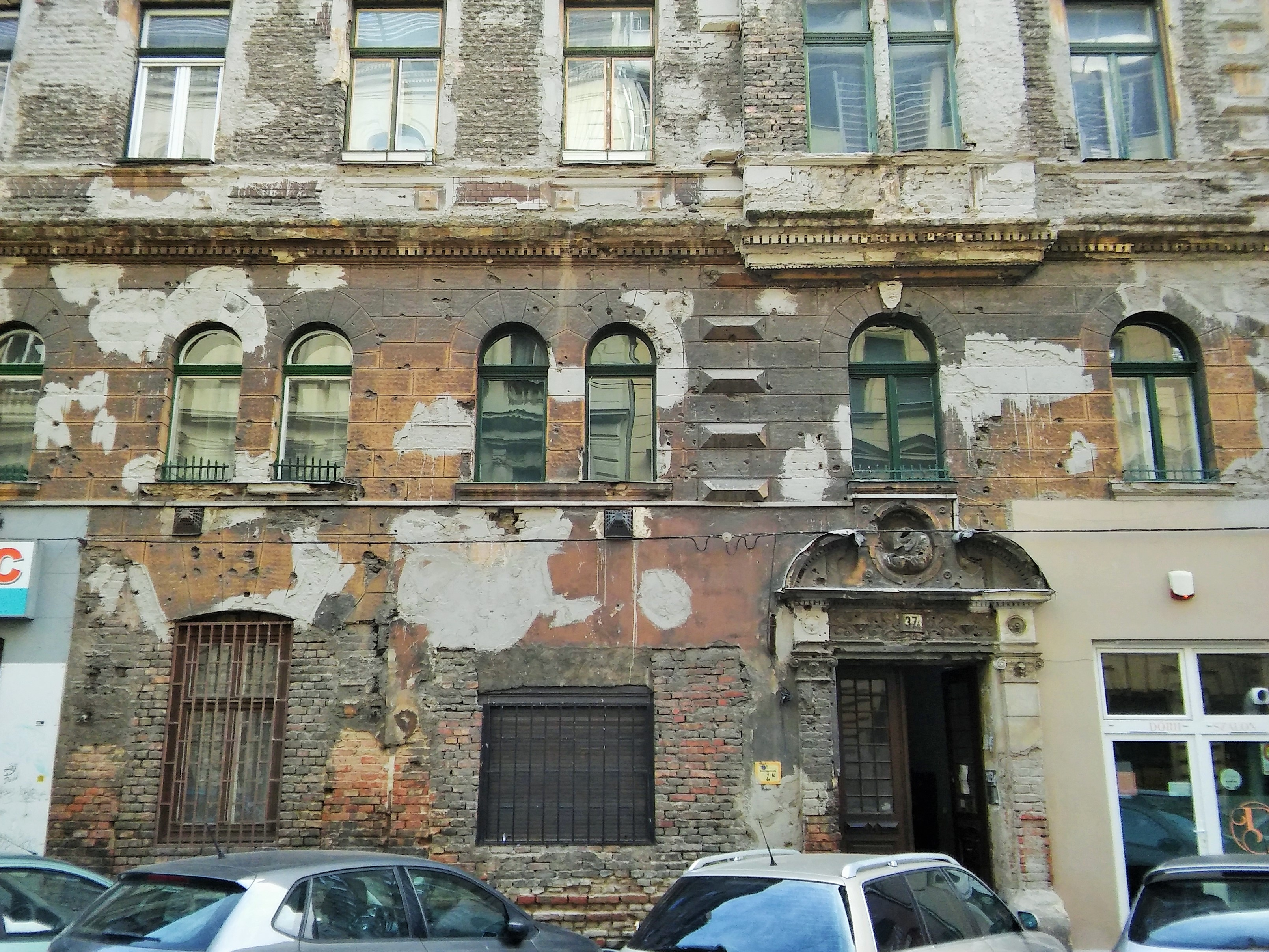
Szondi u. 37/b (részlet)